# Alla Dumesnil
Alla Dumesnil, née Bassine, épouse Gillet alias pour la resistance Dupont, est une militaire française de la Seconde Guerre mondiale, engagée dans le Corps des Volontaires françaises.

## Biographie
Belle-fille de l'amiral Charles-Henri Dumesnil, Alla Dumesnil est née à Saint-Pétersbourg le 15 mars 1913 de Nicolas Bassine et de Vera de Fermor.
Volontaire dans l'infanterie en 1939 selon la loi de 1938 sur les Auxiliaires féminines de l'Armée de terre, elle est titulaire de la Croix de guerre en 1940. Passée dans l'Armée de l'air, après l'armistice elle s'engage à Londres dans les Forces françaises libres et devient commandant du personnel féminin,, à Londres entre novembre 1940 et avril 1941, puis en Algérie entre 1941 et 1943 et enfin en France pour le restant de la guerre.
À partir d'avril 1941, Alla Dumesnil commande les auxiliaires féminines de l'armée de l'Air puis elle dirige l'école du Corps féminin des transmissions (CFT) créé en décembre 1942 par le colonel Merlin.
À la caserne des Auxiliaires à Alger, Alla Dumesnil est aussi la supérieure de la danseuse Joséphine Baker, à l'époque sous-lieutenant dans les FAFL. Comme commandant, Alla Dumesnil écrit en 1946 au ministère de l'Air pour la proposition de la Légion d'honneur à Joséphine, sans succès.
Après la guerre, elle devient responsable de celles qu'on appelle les Filles de l'air.

## Décorations
- Chevalier de la Légion d'honneur (1946)
- Croix de guerre 1939–1945 (1940)
- Médaille de la Résistance française (décret du 31 mars 1947)